# 8618-as mellékút (Magyarország)
A 8618-as számú mellékút egy közel 24 kilométer hosszú, négy számjegyű országos közút Győr-Moson-Sopron vármegye és Vas vármegye határvidékén; Kapuvár vonzáskörzetének déli részétől húzódik egészen Bük és Csepreg térségéig.

## Nyomvonala
Gyóró és Dénesfa határszélén, bár mindkettő központjától több kilométernyi távolságban, erdős külterületek között indul, a 8612-as útból kiágazva, annak a 10+200-as kilométerszelvénye közelében, délnyugat felé. Alig 100 méter után teljesen dénesfai területre ér, de lakott helyeket ott nem érint, 1,7 kilométer után pedig átlépi Iván község határát. Még sokáig külterületen húzódik, csak a 7. kilométerénél éri el a település lakott területének keleti szélét, ahol az Árpád utca nevet veszi fel. Mintegy 350 méterrel ezután egy elágazáshoz ér, ott a 8617-es út ágazik ki belőle délkeleti irányban, Csáfordjánosfa felé; közvetlenül előtte még átszeli az 1979-ben megszüntetett Fertővidéki Helyiérdekű Vasút egykori nyomvonalát, a megszűnt Iván vasútállomás térségének déli széle közelében. A központban egy-egy kisebb irányváltást követően Rákóczi sor, majd Ady Endre utca lesz a települési neve; a második névváltásnál, az egykori Széchenyi-kastély előtt beletorkollik északnyugat felől a 8621-es út. Nem sokkal ezután ki is lép a községből, a 9. kilométerénél már újra külterületen jár.
12,4 kilométer után lép át Vas vármegye Sárvári járásába, ezen belül is Simaság területére, a község első házait a 13+650-es kilométerszelvénye táján éri el. Majdnem pontosan a 14. kilométerénél keresztezi a 84-es főutat, amely itt nagyjából 84,5 kilométer megtétele után jár. Néhány száz méterrel a kereszteződés után az út már el is hagyja a települést, a 16. kilométerénél pedig Bő területére ér. Lakott helyeket azonban ott nem érint, inkább csak a község északi határszélét kíséri egy nem túl hosszú szakaszon, a központot észak felől messze elkerülve, attól mintegy 5 kilométerre.
Hamarosan újabb járáshatárt szel át, s a 17. kilométerénél már a Kőszegi járásba tartozó Lócs házai között húzódik, Fő utca néven, nyugati irányban. A község központjában találkozik a 8644-es úttal, mellyel egy rövid, alig 150 méternyi közös szakaszuk van, majd újra különválnak. A 8618-as nagyjából 17,8 kilométer után hagyja maga mögött Lócs legnyugatibb házait, a 18. kilométerét elhagyva pedig újabb elágazása következik: a 8633-as út torkollik bele dél felől. A 19. kilométerénél egy rövid szakaszon újra érinti Bő határszélét, majd elhalad Bő, Lócs és Bük hármashatára mellett, s onnantól már az üdülőváros határai közt folytatódik.
Hátralévő, még mintegy 4,5 kilométernyi szakaszán ugyanúgy nemigen érint lakott helyeket, mint az első 7 kilométerén, mintegy 2-3 kilométerre kerüli el észak felől Bükfürdő létesítményeit, majd Bük történelmi településrészeit, Alsó-, Közép- és Felsőbüköt is. Közben, a 23+350-es kilométerszelvénye közelében keresztezi a Sopron–Szombathely-vasútvonal vágányait, nyílt vonali szakaszon, 21,8 kilométer után pedig Csepreg lakatlan külterületei közé érkezik. Az utolsó mintegy 800 méteres szakaszára délnyugati irányba fordul, úgy is ér véget, Csepreg központjától jó 2,5 kilométerre keletre, beletorkollva a 8614-es útba, annak a 31+800-as kilométerszelvénye közelében.
Teljes hossza, az országos közutak térképes nyilvántartását szolgáló kira.gov.hu adatbázisa szerint 23,905 kilométer.

## Képgaléria

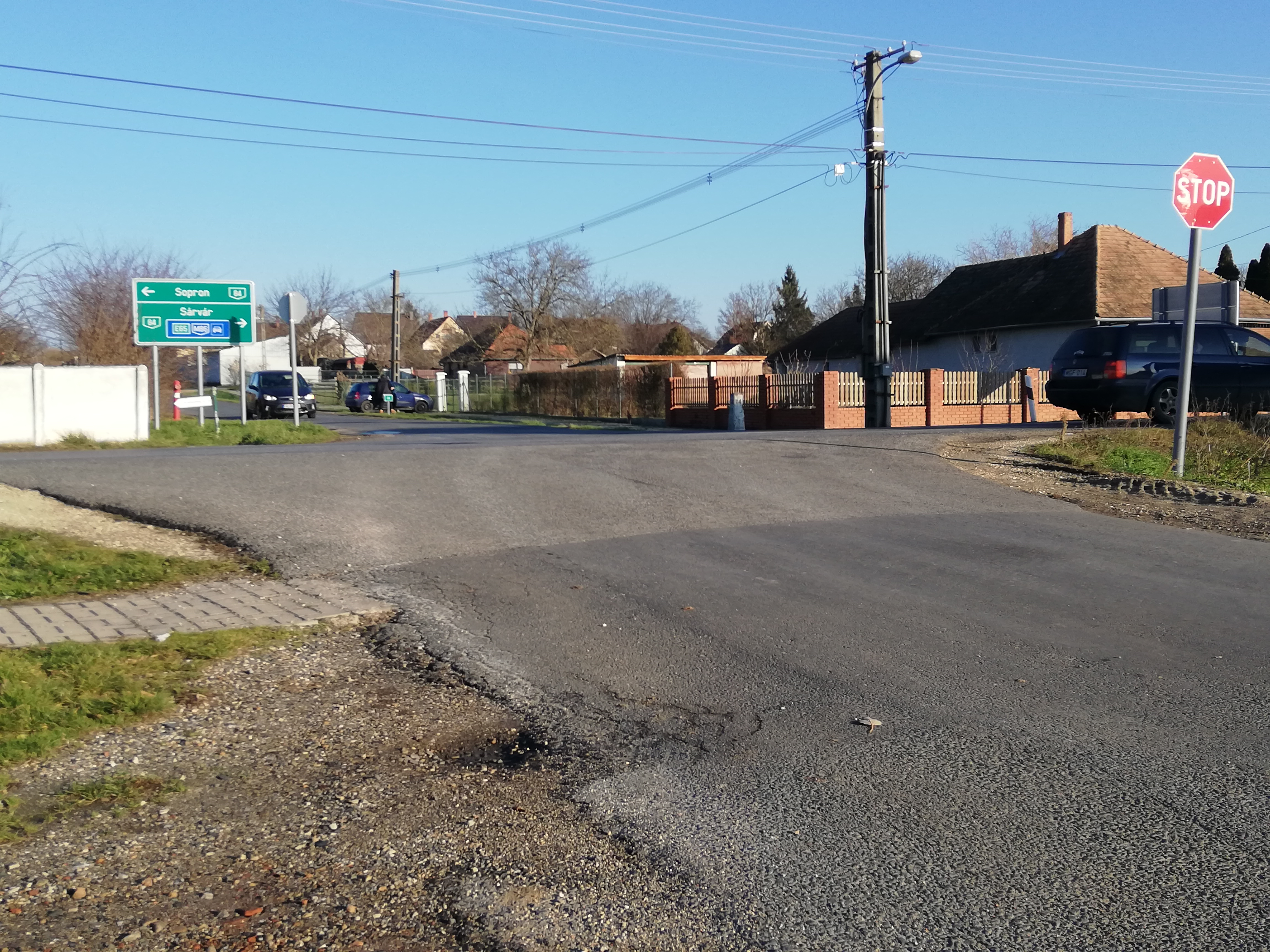
A 84-es főúti keresztezése Simaságon
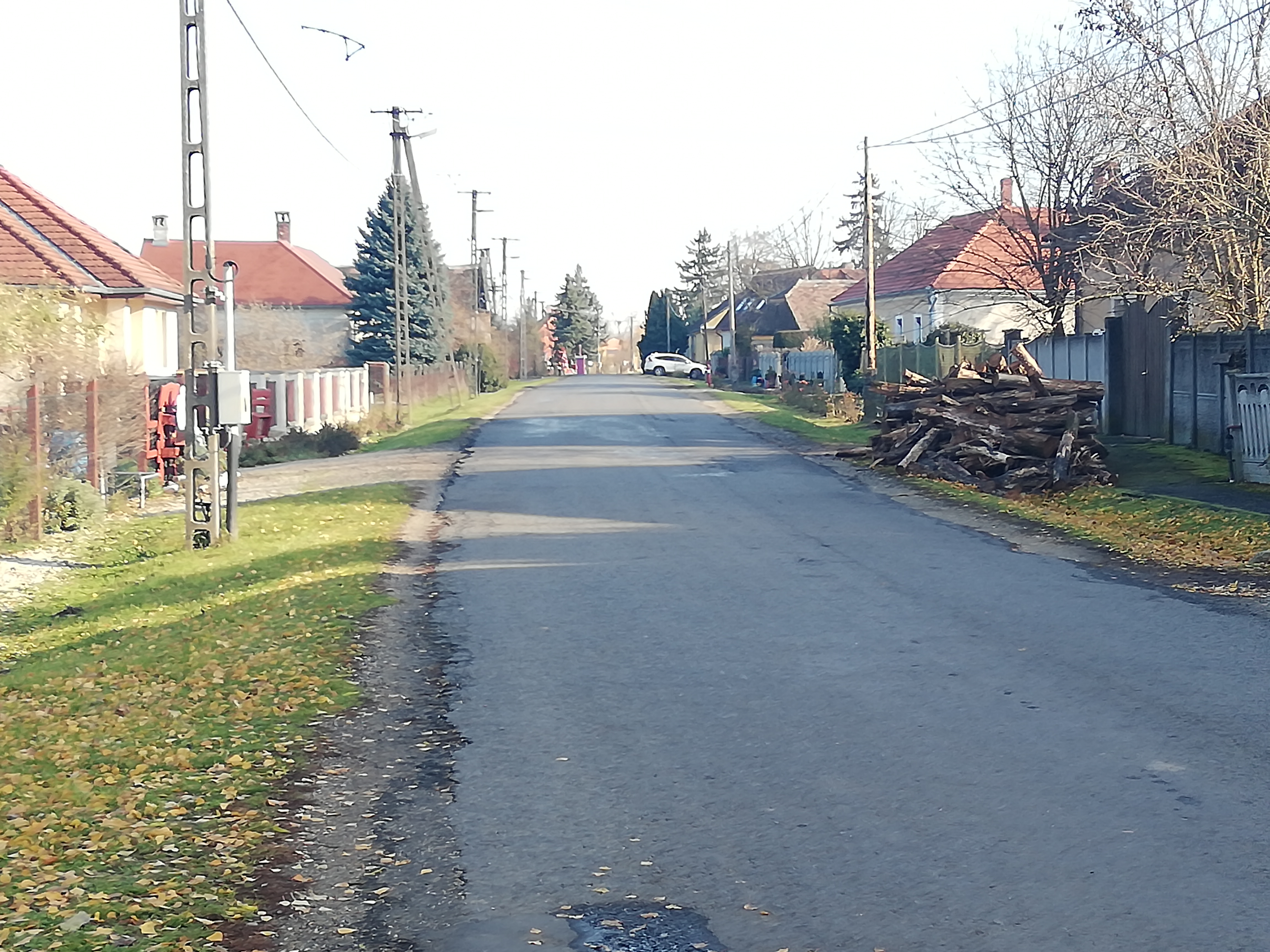
Az út Lócs központjában kelet felé nézve
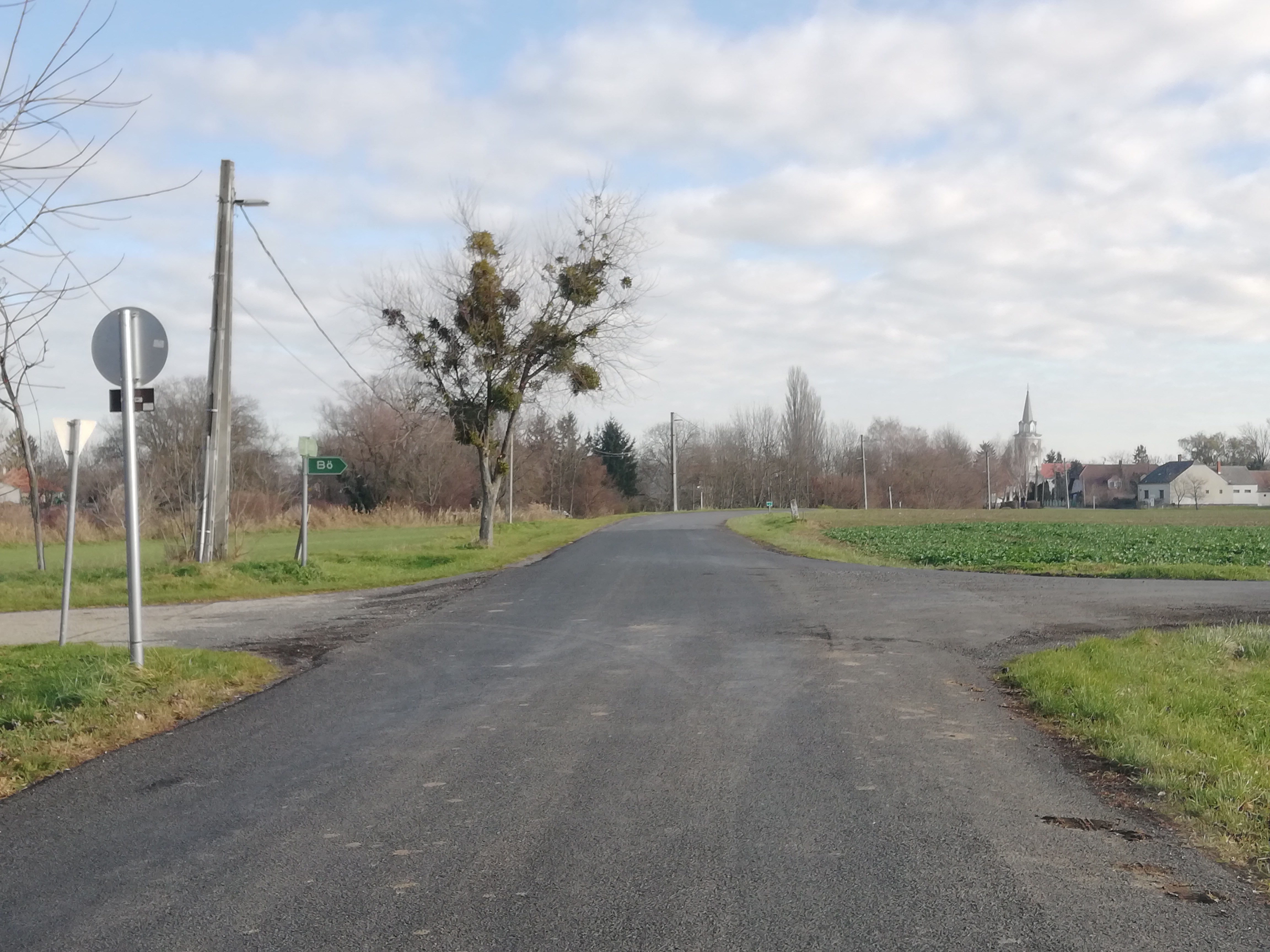
A 8633-as út betorkollása (jobb felől) Lócs határában
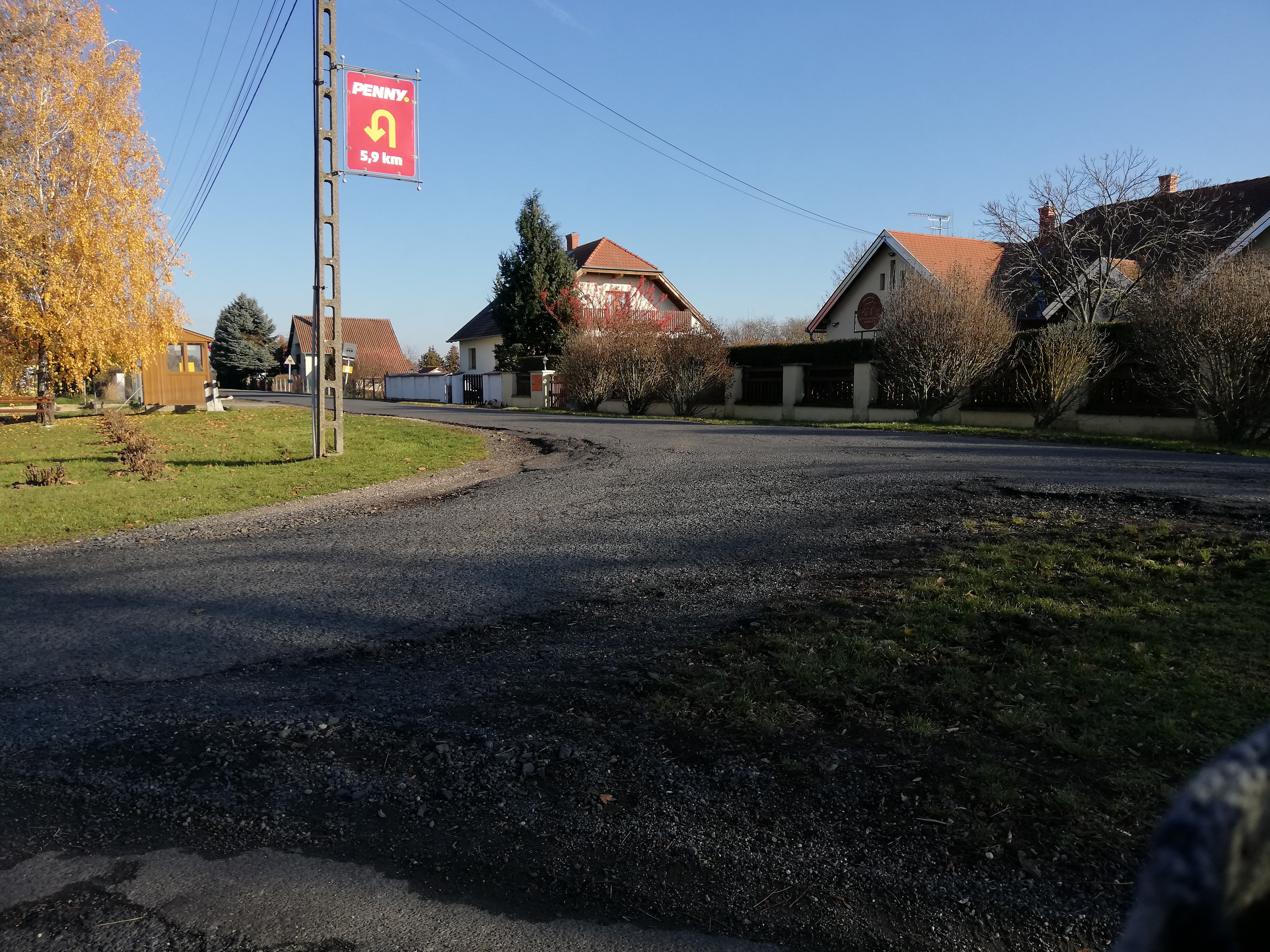
A 8644-es és a 8618-as utak szétágazása Lócs keleti részén
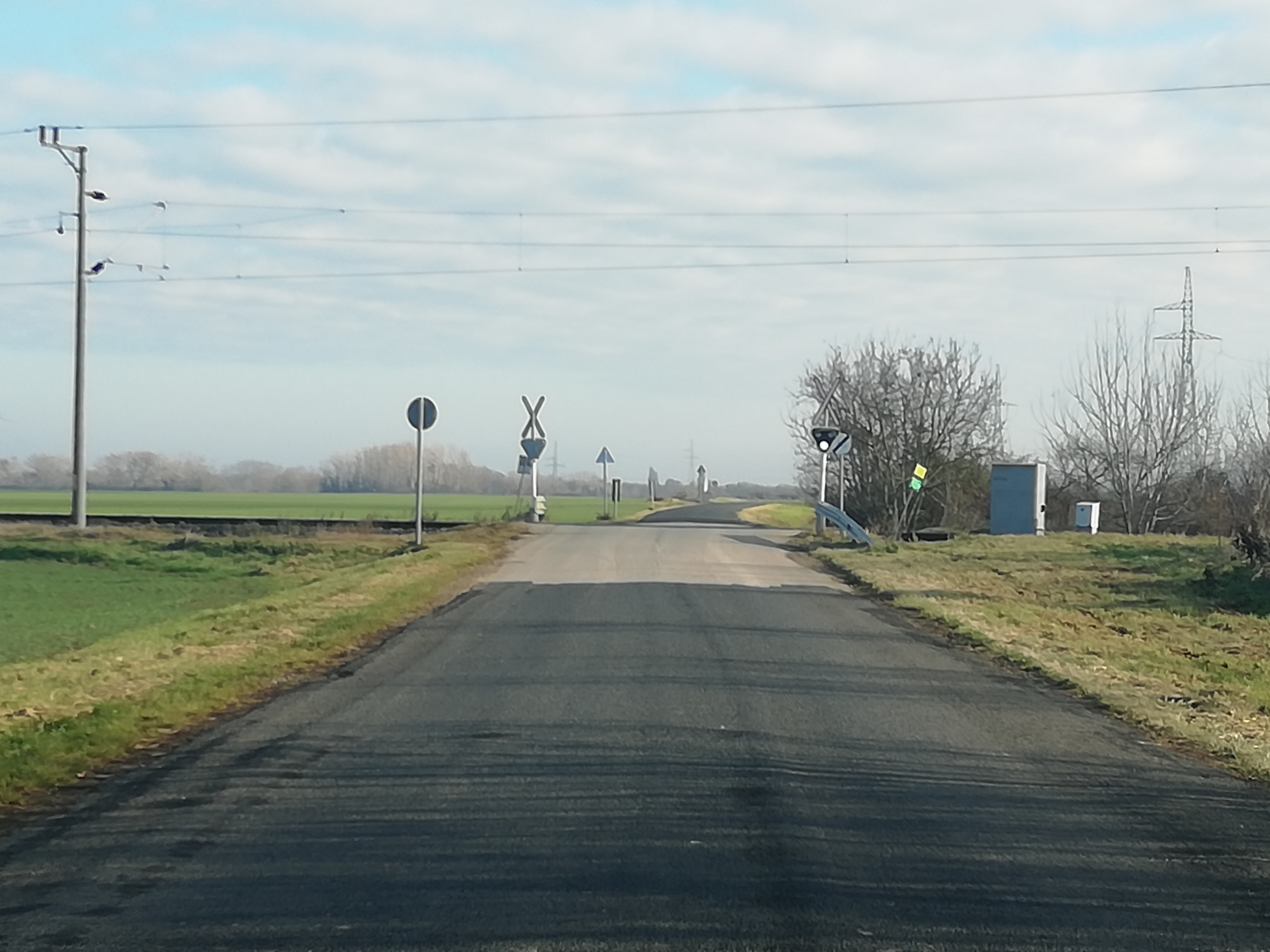
Vasúti keresztezése Bük külterületén

## Települések az út mentén
- (Gyóró)
- (Dénesfa)
- Iván
- Simaság
- (Bő)
- Lócs
- (Bük)
- (Csepreg)